# 목포북항환경관리소
목포북항환경관리소(木浦北港環境管理所, Mokpo Bukhang Evironmental Management Office)는 대한민국 전라남도 목포시에 있는 하수처리시설, 공원 및 스포츠 시설이다. 하수처리시설, 축구장, 테니스장 등이 조성되어 있다.

## 참고 문헌
- 《전국 공공체육 시설 현황 (2017년말 기준)》. 대한민국 문화체육관광부. 2019.